# Собрание нотаблей

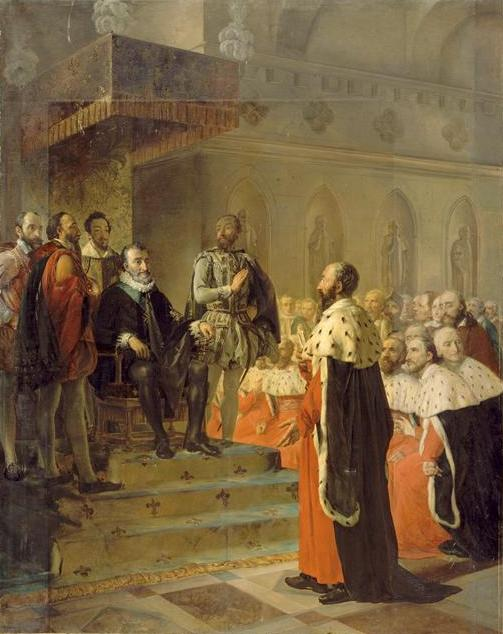
Собрание нотаблей 1596 года в Руане. Жорж Руже, 1822

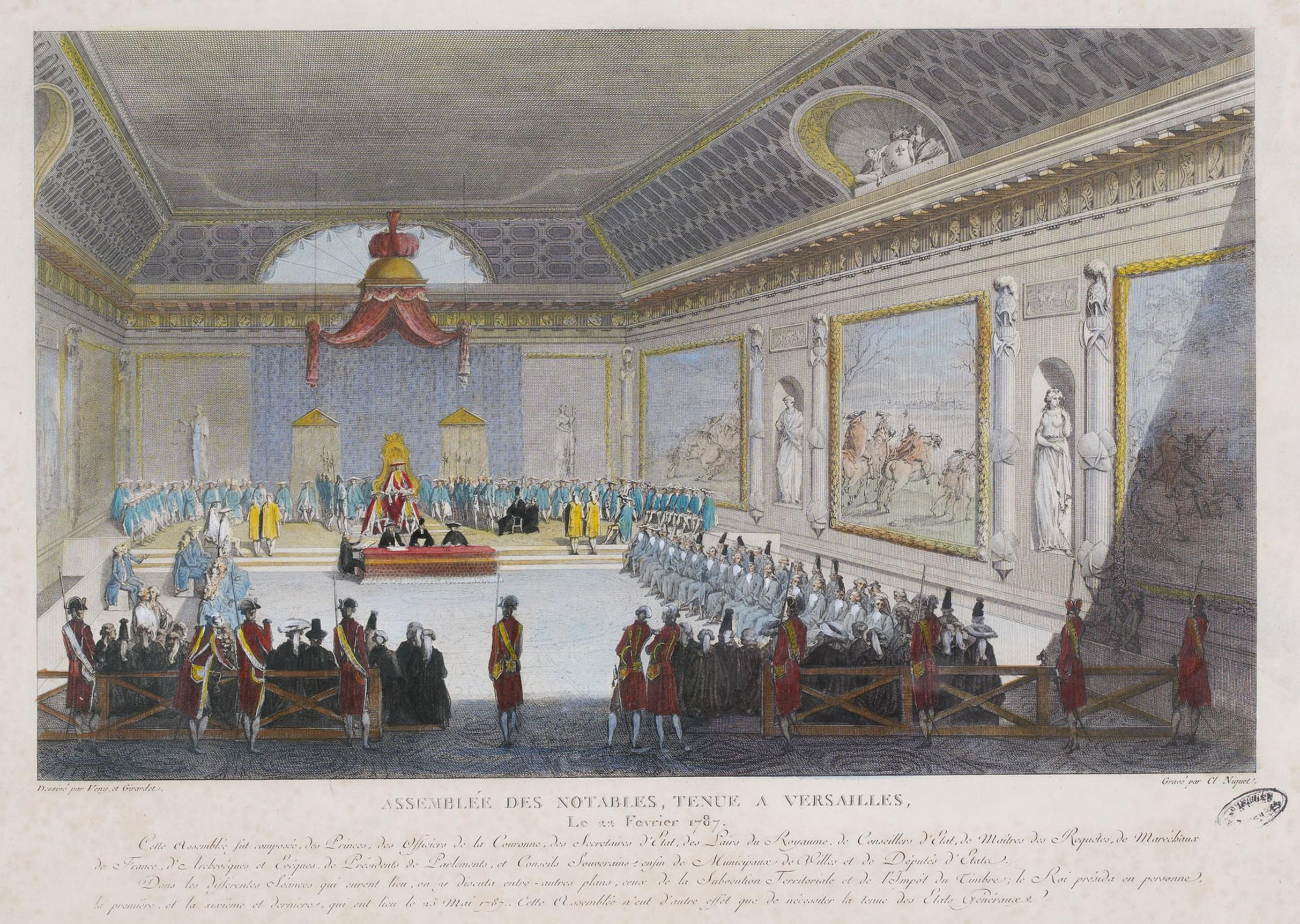
Гравюра с изображением собрания нотаблей в 1787 году в Версале

Собрание нотаблей (фр. Assemblée des notables) — собрания группы высокопоставленных дворян, духовных лиц и государственных чиновников (нотаблей), созываемые королём Франции в чрезвычайных случаях для консультаций по государственным вопросам. Членами собрания были видные фигуры, обычно принадлежавшие к аристократии, включая королевских принцев, пэров, архиепископов, высокопоставленных судей и, в некоторых случаях, крупных городских чиновников. Выслушав их советы, король издавал один или несколько указов.
Собрания происходили в 1470, 1506, 1527, 1558, 1560, 1575, 1583, 1596–97, 1617, 1626, 1787 и 1788 годах. Как и Генеральные штаты, они имели лишь консультативную функцию. Однако в отличие от Генеральных штатов, члены которых избирались подданными королевства, члены собрания выбирались королём за их «рвение», «преданность» и «надёжность» по отношению к монарху.
Кроме того, термин «собрание нотаблей» может относиться к расширенной версии Королевского совета (лат. Curia regis). Несколько раз в год, когда королю требовалась более расширенная информация для принятия важных решений или подготовки указов и постановлений, он вводил в свой Совет известных людей, выбранных по их социальному и профессиональному положению или их навыкам, чтобы те могли оперативно сообщать своё мнение. Роль собрания заключалась в том, чтобы давать королю советы о том, как решить проблемы управления, поднятые Генеральными штатами. 

## Собрание 1583 года
В ноябре 1583 года Генрих III созвал собрание нотаблей в Сен-Жермен-ан-Ле, чтобы решить проблему религиозных выступлений, которые угрожали государству. На собрании кардинал де Бурбон призвал к религиозной монополии во Франции; он сказал, что ради такого решения духовенство продаст последнюю рубашку, чтобы поддержать короля. Генрих, однако, сердито прервал его, зная источник этого враждебного требования; любая попытка навязать одну религию была немыслима, пока Анжу оставалась присоединенной к Нидерландам. Генрих ответил, что он уже рисковал своей жизнью и королевством, чтобы установить единую религию, но, поскольку он был вынужден просить мира, то не будет нарушать его.

## Собрание 1596 года
После убийства Генриха III его преемником стал Генрих IV, который учился на опыте Генриха III. Сам он обратился за помощью к собранию в 1596—1597 годах. Членов собрания вызвали в Руан для оказания помощи в разработке и утверждении новых планов налогообложения, призванных исправить дефицит бюджета. Присутствовало 95 нотаблей, которые рекомендовали королю взимать специальный налог в размере 5 % со всех продаж, за исключением пшеницы, чтобы избежать хлебных бунтов. Было подсчитано, что эта мера позволит собрать 5 миллионов ливров, но на деле даже в лучшие годы удавалось собрать только 1,56 миллиона ливров. Хотя налог вырос меньше, чем предполагалось, он восстановил платежеспособность королевского бюджета. Король Генрих и герцог Сюлли придумали много других возможных способов сбора денег, но ключом к спасению монархии от банкротства было простое обеспечение эффективной работы системы налогообложения.

## Собрание 1626 года
В 1626 году Людовик XIII созвал собрание, состоящее из правящей элиты правительства — 13 вельмож, 13 епископов и 29 судей. Многие историки считали это и все предшествующие ему собрания неудачными, поскольку они не смогли провести конкретные реформы, но эта точка зрения не учитывает роль собраний. Собрания не обладали законодательной или административной властью; вместо этого они служили для предоставления продуманных рекомендаций и предложений по государственной реформе, а также для внесения соответствующих контрпредложений. В случае каждого успешного собрания король сам издавал постановление или вводил в действие реформы, в первую очередь Эдикт в Болье 1579 года, в ответ на Генеральные штаты 1576 года, и Кодекс Мишо 1629 года, в ответ на собрание нотаблей 1626—1627 гг.
Король и нотабли приняли четыре основных решения. Во-первых, они согласились, что протестанты должны быть подавлены. Особого обсуждения похода на Ла-Рошель не было, но нотабли твёрдо поддержали желание короля разрушить сеть независимых гугенотских крепостей. Во-вторых, как и в 1596 и 1617 годах, нотабли резко критиковали вельмож, особенно губернаторов провинций. В 1626—1627 годах нотабли настаивали, в частности, на том, чтобы король восстановил полный контроль над вооружёнными силами. В-третьих, все согласились с тем, что основная администрация королевства пребывает в полном хаосе, поэтому для восстановления порядка требовались решительные действия центрального правительства. В большинстве случаев для этого требовалось только повторное утверждение ранее существовавших постановлений. В-четвертых, все согласились, что финансовая ситуация катастрофическая. Подавляющее большинство обсуждений собрания было сосредоточено на этом последнем вопросе.

## Собрание 1787 года
Последнее собрание нотаблей началось в феврале 1787 года во время правления Людовика XVI, когда финансы Франции находились в отчаянном положении, и тогдашние министры финансов (Тюрго, Неккер, Калонн) считали, что для выплаты своего долга и приведения государственных расходов в соответствие с доходами правительства Франции необходима налоговая реформа. Однако, прежде чем какие-либо новые налоговые законы могли быть приняты, они сначала должны были быть утверждены во французских парламентах (которые не были законодательными органами, но обладали ограниченным правом вето на новые законы).
Неоднократные попытки провести налоговую реформу потерпели неудачу из-за отсутствия поддержки парламентов, поскольку их депутаты считали, что любое повышение налога окажет прямое негативное влияние на их собственные доходы. В ответ на это возражение тогдашний министр финансов Калонн предложил Людовику XVI созвать собрание нотаблей. Хотя такое собрание не имело законодательной власти само по себе, Калонн надеялся, что если оно поддержит предложенные реформы, то это окажет давление на парламенты.
Калонн предложил четыре основные реформы:
1. единый земельный налог;
2. превращение повинности в денежный налог;
3. отмена внутренних таможенных пошлин;
4. создание выборных провинциальных собраний.

С традиционной точки зрения, этот план провалился, потому что 144 депутата, в том числе принцы крови, архиепископы, дворяне и другие представители традиционной элиты, не хотели нести бремя повышенных налогов.
Однако Саймон Шама утверждал, что на самом деле нотабли были вполне открыты для радикальных политических изменений; например, некоторые предлагали отменить все налоговые льготы, предоставляемые дворянским статусом; другие предлагали снизить уровень дохода, необходимого для получения возможности голосовать за членов предлагаемых провинциальных собраний. Шама писал:

Тем не менее, что действительно поражало в дебатах Собрания, так это то, что они были отмечены заметным принятием таких принципов, как финансовое равенство, что даже несколькими годами ранее было немыслимо… Разногласия возникли не потому, что Калонн шокировал нотаблей своим заявлением о новом финансовом и политическом мире; их источником было либо то, что он не осмеливался зайти достаточно далеко, либо то, что им не нравились методы, предполагаемые его программой.

Кроме того, собрание настаивало на том, чтобы предлагаемые реформы были направлены в представительный орган, такой как Генеральные штаты.
Оппозиция в собрании в сочетании с интригами со стороны соперничающих министров привели к провалу Калонна, и 8 апреля 1787 года он был уволен Людовиком XVI. Помимо налоговой реформы, собрание обсудило и другие вопросы. В результате оно оказало помощь парламенту в создании провинциальных собраний, восстановило свободную торговлю зерном, преобразовало повинность (феодальный долг в форме принудительного труда) в денежную выплату и предоставило краткосрочные ссуды.
Преемник Калонна, Ломени де Бриенн, распустил собрание 25 мая.